# HD 219828

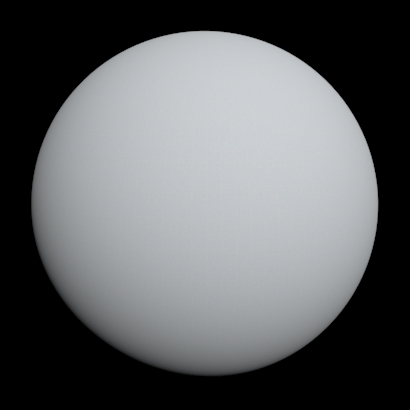
HD 219828

HD 219828 é uma estrela de magnitude aparente 8,04 localizada na constelação de Pegasus. Em 2007, um planeta extrassolar foi descoberto ao redor dela.

## Características
HD 219828 é uma estrela subgigante de classe G com uma luminosidade de 3,34 L☉. De acordo com o catálogo Hipparcos, possui um paralaxe de 12,33 ± 1,01 mas, o que indica uma distância de 81,1 parsecs (264,5 anos-luz). Possui uma temperatura de 5 891 ± 18 K e uma massa de 1,24 massas solares. Seu raio é estimado em 1,76 raios solares.

## Sistema planetário
Em 2007, um planeta com a massa de Netuno foi descoberto orbitando HD 219828. Assumindo uma composição rochosa como a da Terra, esse planeta pode ter um raio de 2,2 raios terrestres. Os dados de velocidade radial obtidos mostram a presença de um outro planeta, com 70% da massa de Júpiter e um período orbital de 181 dias.
| Planeta            | Massa   | Semieixo maior (UA) | Período orbital (dias) | Excentricidade |
| ------------------ | ------- | ------------------- | ---------------------- | -------------- |
| b                  | 19,8 M⊕ | 0,052               | 3,8335 ± 0,0013        | 0,0            |
| c (não confirmado) | 0,7 MJ  | 0,68                | 181                    | 0,3            |